# Alpaida constant
Alpaida constant là một loài nhện trong họ Araneidae.
Loài này thuộc chi Alpaida. Alpaida constant được Herbert Walter Levi miêu tả năm 1988.